# Systellochernes zonatus
Systellochernes zonatus är en spindeldjursart som beskrevs av Beier 1964. Systellochernes zonatus ingår i släktet Systellochernes och familjen blindklokrypare. Inga underarter finns listade i Catalogue of Life.